# 오고역
오고역(일본어: 大胡駅, おおごえき)은 일본 군마현 마에바시시에 있는 조모 전기 철도 조모 전기 철도 조모 선의 역이다.

## 역 구조
섬식 승강장 1면 2선의 지상역으로 직영역이다.
역과 인접한 조모 전기철도의 유일한 차량기지인 오고 열차구가 있어 차고로 연결되는 인입선이 있어, 야간 주박도 있다. 이 차고는 목조 형태이다, 역사나 변전소 등과 함께 국가 등록 유형 문화재로 등록되어 있다.

### 승강장
|  | ■ 조모 선 | 니시키류 방면     |
|  | ■ 조모 선 | 주오마에바시 방면 |

## 역 주변
- 마에바시 시청 오고 지소(옛, 오고 정사무소)
- 오고 우체국
- 마에바시 시 시민 문화 회관 오고 분관
- 오고 공민관 도서관
- 마에바시 시립 오고중학교
- 마에바시 시립 오고 초등학교
- 기류 성형외과
- 쇼핑 센터 아임

## 역사
- 1928년 11월 10일: 영업 개시.
- 2007년 7월 31일: 역사가 주변 설비와 함께 등록 유형 문화재로 등록.

## 인접역
| ■ 조모 전기 철도 조모 선 | ■ 조모 전기 철도 조모 선 | ■ 조모 전기 철도 조모 선 |
| ------------------------ | ------------------------ | ------------------------ |
| 에기 주오마에바시 방면   |                          | 히고시 니시키류 방면     |

## 특이사항
- 2006년, 영화 "어두운 곳에서 만났다"의 촬영지였다.
- 인접한 오고 열차구 내에서 매년 1월・4월・10월 철도의 날 전후에 "조모 전철 감사 페어"를 개최.